# Pelidnota guatemalensis
Pelidnota guatemalensis är en skalbaggsart som beskrevs av Bates 1888. Pelidnota guatemalensis ingår i släktet Pelidnota och familjen Rutelidae. Inga underarter finns listade i Catalogue of Life.